# Vicente Oliag Carrá
Vicente Oliag Carrá (València, 1818 - 1893) fou un comerciant i polític valencià, diputat a les Corts Espanyoles durant la restauració borbònica
Era membre d'una família benestant de tradició liberal, es va llicenciar en dret a la Universitat de València, però no va exercir i es va dedicar a la gestió de les terres familiars al Pla de Quart i als tarongers de la província de Castelló. Durant el Bienni Progressista fou membre de l'esquadró de cavalleria de la Milícia Nacional, però posteriorment es va moderar i el 1859 fou un dels fundadors i president de la Societat Valenciana d'Agricultura. Membre del Partit Moderat, durant el sexenni democràtic esdevingué partidari de la restauració borbònica i durant aquesta ingressà al Partit Conservador, amb el qual fou diputat per Xàtiva en substitució de Ricardo Castellví de Ibarrola, escollit a les eleccions generals espanyoles de 1876 i senador per la província de València el 1879-1880.
Considerat un dels homes forts del Partit Conservador al País Valencià, fou un dels fundadors de la Cambra Agrícola de València i del Sindicat d'Agricultors, va promoure el Banc Regional i la construcció d'un ferrocarril directe a Madrid a través de Conca. També fou membre de la Societat Econòmica d'Amics del País i de la Gran Associació de Beneficència Domiciliària de la Mare de Déu dels Desemparats. Quan es produí l'escissió del partit conservador, va donar suport el sector de Francisco Silvela i va fundar i presidir el Casino Conservador. Casat amb Escolàstica Miranda Forquet, fou el pare de Luis Oliag Miranda.